# Shuswap
Els shuswap són una tribu índia que parla una de les llengües salish, el nom de la qual prové de Sequa'pmug. Viuen a la Colúmbia Britànica, entre els rius Colúmbia i Fraser.

## Localització
Ocupaven un grapat de viles agrupades en Kamloops-Okanagan Agency (Adams Lake, Ashcroft, Bonaparte, Deadman's Creek, Kamloops, Neskainlith or Halaut, North Thonipson, Little Shushwap Lake, Spallumeheen), Williams Lake Agency (Alkali Lake, Canoe Creek, Clinton, Dog Creek, Fountain (ocupada pels Lillooet), High Bar, Pavilion, Soda Creek, Williams Lake) i Kootenay Agency (Kinbasket).

## Demografia
El 1965 eren uns 2.000 individus, que augmentaren a 3.000 el 1980, dels quals només 500 parlaven la llengua. El 1990, però, es calculaven en 7.000 individus. Segons el cens canadenc del 2000, hi havia 8.596 indis i són repartits:
- Shushwap Nation Tribal Council, que comprèn les reserves d'Adams Lake (706 h), Bonaparte (752 h), Neskonlith (568 h), North Thompson (609 h), Spallumcheen (722 h), Whispering Pines/Clinton (121 h), Deadman's Creek de Savona o Skeetchestn (468 h) i Kamloops (989 h). En total, 4.395 individus.
- Cariboo Tribal Council, que comprèn les reserves de Canim Lake (549 h), Canoe Creek (621 h), Soda Creek (339 h) i Williams Lake (489 h). En total, 1.998 individus.
- Fraser Thompson Indians, amb les reserves Ashcroft (233 h) i High Bar (65 h) i Little Shushwap (294 h), Alkali (540 h), Enderby (722 h), Pavilion (349 h). En total, 2.203 individus.

## Costums
Eren hàbils pescadors de salmó i caçadors, com la majoria dels salish, i vivien en cases circulars i subterrànies, de pals coberts d'herba.
Socialment no tenen clans ni divisions socials complicades, més pròpies de les tribus de la costa del Nord-oest, però adoptaren d'ells costums molt curioses pel que fa a matrimonis i enterraments.

## Història
La seva història és similar a la de les tribus de la zona, com els bitterroot salish i pend d'oreille, el 1855 es federaren amb els kalispell i adoptaren trets culturals de les tribus de les planures, com els bitterroot salish. Alhora, el comissionat James Douglas començà a comprar terres índies. El 1862 patiren les primeres epidèmies de verola, cosa que minvà la seva resistència. El 1867 la British America Act va deixar en mans del govern canadenc la negociació amb els indis, i el 1881 s'hi van establir agents indis. El 1884 els impediren el comerç del salmó que pescaven per tal de sotmetre'ls econòmicament.
El 1894 es van establir la gran majoria de les reserves actuals. El 1916 formaren una aliança tribal amb Salish de la Costa, wuwutsun, nisga'a, tsimshian, haida, Gitxan, nuxálks, tsilhqot'in, dakelh, kaska dena i ktunaxa kinbasket.
El 1960 van obtenir el dret de vot i el 1973 presentaren diverses denúncies en defensa dels drets de pesca.